# Lil Baby
Lil Baby, pseudonimo di Dominique Armani Jones (Atlanta, 3 dicembre 1994), è un rapper e cantante statunitense.
È conosciuto per le sue canzoni My Dawg, Freestyle, Yes Indeed (in collaborazione con Drake) e Drip Too Hard (con Gunna), che ha raggiunto la quarta posizione della Billboard Hot 100.

## Biografia
Dominique Jones nasce nell’area sud-ovest di Atlanta, in Georgia, nel quartiere di Oakland City. All'età di due anni il padre abbandona la famiglia e lascia Jones e i suoi due fratelli con la madre. Frequenta la Booker T. Washington High School ma nel 2012 lascia gli studi al secondo anno di liceo. Nel 2012 viene arrestato per possesso di sostanze stupefacenti con intento di vendita, nel 2013 viene arrestato per possesso e spaccio di marijuana, mentre nel 2014, per le stesse accuse, verrà condannato a 2 anni di carcere. Durante la detenzione ebbe una lite violenta con un carcerato. Uscito dal carcere inizia a rappare con 4PF (Four Pockets Full) e Quality Control Music.

## Carriera

### 2017:Perfect Timing,Harder Than Hard,2 The Hard WayeToo Hard
Esce dal carcere nel 2016 e, incoraggiato e aiutato dagli amici e mentori Young Thug e Gunna, decide di intraprendere il percorso musicale, firmando per Quality Control e fondando un collettivo ed etichetta, 4PF (Four Pockets Full).
Il 14 aprile 2017 esce il primo mixtape Perfect Timing, pubblicato sotto le etichette 4PF, Wolfpack e Quality Control Music. Il mixtape presentava nomi noti come Lil Yachty, Young Thug e Gunna, ma principalmente artisti locali. Sebbene il mixtape avesse ricevuto poca promozione, è comunque riuscito ad attirare l'attenzione all'interno della scena hip hop di Atlanta.
Tre mesi dopo, il 18 luglio, viene pubblicato il suo secondo mixtape, Harder Than Hard. Il quale ha ampliato la fama di Lil Baby e gli ha conferito una notorietà anche all’esterno della scena rap cittadina grazie al supporto del singolo principale My Dawg, considerato la prima hit song del rapper.
Il 9 ottobre è uscito un terzo mixtape in collaborazione con l'amico e collega di Atlanta, Marlo, 2 The Hard Way. Tuttavia, questo mixtape non ha avuto un impatto tanto grande come due precedenti. Il 1º dicembre esce il quarto mixtape, Too Hard, supportato dall’enorme successo singolo Freestyle, certificato platino, che è stato pubblicato come video musicale in precedenza, il 5 novembre. Il singolo ebbe tale notorietà da essere definito “inno di Atlanta” e conferire a Lil Baby un’ampia notorietà nella scena musicale statunitense e non.

### 2018:Harder Than Ever,Drip HardereStreet Gossip
Il 18 maggio 2018 Lil Baby ha pubblicato il suo album di debutto in studio, Harder Than Ever, che ha debuttato alla posizione 3 della Billboard 200. L'album è stato supportato dai singoli Southside, Life Goes On con Gunna e Lil Uzi Vert, che ha raggiunto la posizione 78 nella Billboard Hot 100, e Yes Indeed (con Drake), che ha raggiunto la posizione 6 nella Billboard Hot 100..
A settembre compare nel talk show FishCenter Live sul canale televisivo Adult Swim.
Il 5 ottobre esce il mixtape in collaborazione con Gunna, Drip Harder. Il mixtape è stato accolto molto positivamente e presentava nomi di alto profilo come Drake, Nav, Lil Durk e Young Thug. Il mixtape ebbe diverso successo, soprattutto grazie alla traccia hit Drip Too Hard, certificata diamante. La traccia ha raggiunto la posizione 4 della Billboard Hot 100 ed è stata nominata per la migliore performance rap/sung al 62° Annual Grammy Awards.
Il 30 novembre 2018 ha pubblicato il suo sesto mixtape Street Gossip. A dicembre collabora con Yung Gravy nel singolo Alley Oop.

### 2019-2020:My Turn
Ha recitato in How High 2, sequel del film del 2001 How High, in anteprima il 20 aprile 2019 su MTV. Il 21 giugno Lil Baby ha pubblicato il singolo in collaborazione con Future Out the Mud. Inizialmente si credeva che fosse un singolo estratto dal nuovo album in preparazione ma in realtà la traccia non è risultata presente nel progetto. Nel luglio 2019, Lil Baby, è apparso al fianco di DaBaby nel singolo Baby, presente nel secondo album in studio di Quality Control, Control the Streets, Volume 2, raggiungendo la posizione 21 della Billboard Hot 100.

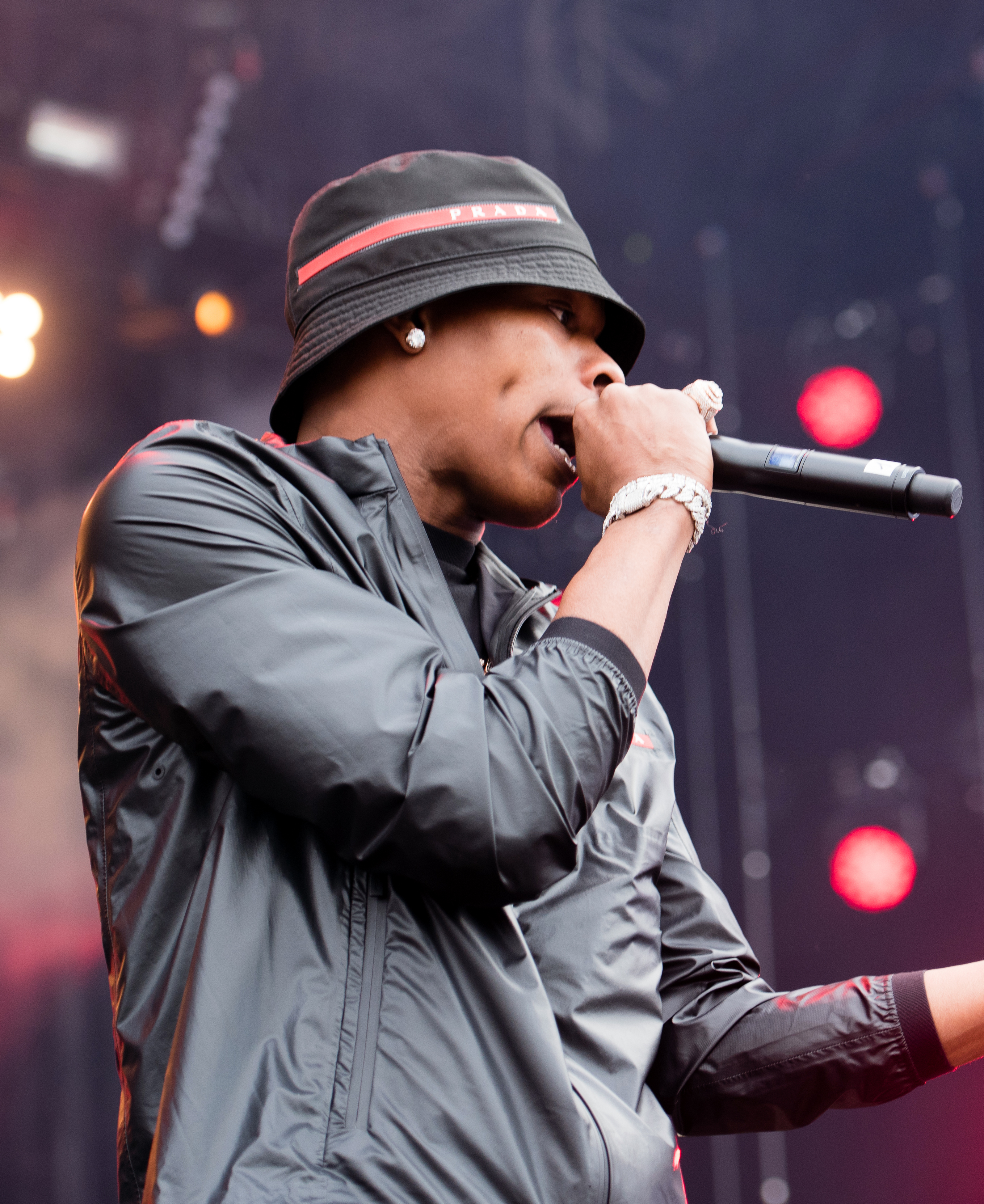
Lil Baby si esibisce al festival Openair Frauenfeld in Svizzera nel luglio 2019

A novembre Lil Baby pubblica Catch The Sun, una traccia facente parte della colonna sonora del film Queen & Slim. L'8 novembre ha pubblicato il singolo Woah come primo vero singolo estratto dal nuovo disco, raggiungendo la posizione 15 della Billboard Hot 100.
Il 10 gennaio 2020 Lil Baby ha pubblicato il secondo singolo estratto dall’album, Sum 2 Prove come secondo singolo estratto dal suo imminente album, debuttando alla posizione 16 della Billboard Hot 100. Il 28 febbraio viene rilasciato il secondo album in studio, My Turn, il quale riscontra un profondo successo, raggiungendo la posizione numero 1 degli album più ascoltati nella Billboard 200, inoltre 12 tracce dell’album sono apparse nella Billboard Hot 100. L’album presenta vari ospiti, tra i quali Lil Wayne, Young Thug, Gunna, Lil Uzi Vert e 42 Dugg. Il 1º maggio viene rilasciata la versione deluxe dell’album che riporta il progetto nella Billboard 200 e della quale, il singolo We Paid con 42 Dugg ha raggiunto la top 10 della Billboard Hot 100. Il 12 giugno viene pubblicata la traccia, poi aggiunta alla deluxe dell’album, The Bigger Picture, rivolta alla causa del movimento Black Lives Matter in seguito alla morte di George Floyd. Il brano ha ricevuto due nomination alla 63ª edizione dei Grammy Awards, come Best Rap Performance e Best Rap Song. Il 3 ottobre Lil Baby compare, insieme a Dababy, nel singolo postumo di Pop Smoke For The Night, estratto dall’album postumo Shoot for the Stars, Aim for the Moon, raggiungendo la posizione 6 della Billboard Hot 100.

### 2021:The Voice of the Heroes
Il 5 marzo 2021 compare nella traccia Wants and Needs, dell’EP di Drake, Scary Hours 2, debuttando alla posizione 2 della Billboard Hot 100, costituendo la più alta posizione in classifica del rapper. Il 15 marzo Lil Baby ha performato The Bigger Picture alla 63ª edizione dei Grammy Awards. Il 4 giugno 2021 pubblica l’album in studio in collaborazione con Lil Durk, The Voice of the Heroes, debuttando alla posizione 1 della Billboard 200. L’album presenta ospiti noti quali Travis Scott, Young Thug, Meek Mill e Rod Wave. L’11 giugno compare nella traccia Mastercard dell’album del rapper italiano Shiva, Dolce Vita. Il 3 settembre Lil Baby è apparso nella canzone Girls Want Girls dell’album in studio di Drake, Certified Lover Boy, debuttando alla posizione 2 della Billboard Hot 100. Il 17 dicembre appare nella traccia Moved to Miami dell’album Live Life Fast di Roddy Ricch.

### 2022-2023:It’s Only Me
Nel marzo 2022 Lil Baby è stato annunciato come uno degli headliner del J. Cole's Dreamville 2022 Music Festival. Lil Baby è il soggetto del film documentario Untrapped: The Story of Lil Baby, diretto da Karam Gill, presentato in anteprima al Tribeca Film Festival nel giugno 2022 ed uscito su Amazon Prime Video nell'agosto. L’8 aprile 2022 Lil Baby ha pubblicato i singoli In A Minute e Right On, che hanno raggiunto rispettivamente la posizione numero 14 e 13 sulla Billboard Hot 100. A settembre, ha pubblicato il singolo promozionale per l’imminente nuovo album, Detox. Il 10 ottobre ha pubblicato il primo singolo estratto dal nuovo album, Heyy. Il 14 ottobre è stato rilasciato il terzo album in studio, It's Only Me, andando a costituire il suo terzo album consecutivo in posizione 1 della Billboard 200. L'album ha la partecipazione di trapper come Nardo Wick, Future, Jeremih, EST Gee, Young Thug, Rylo Rodriguez, Fridayy e Pooh Shiesty.
Nel gennaio 2023 compare nelle tracce Fully Loaded e Dark Brotherhood del nuovo album di Trippie Redd, intitolato Mansion Musik. Nel mese di marzo appare nel singolo Hot Boy di Nardo Wick mentre ad aprile pubblica il singolo Go Hard. Nel mese di luglio, invece, pubblica il brano Merch Madness, mentre il 18 agosto appare nel singolo Forever della cantante Ciara. Ad essi segue la pubblicazione dei singoli Crazy e 350, che hanno riscosso numerose critiche a causa degli scarsi risultati ottenuti e dei ritardi nella loro uscita.

### 2024-2025:Wham
Nell'aprile 2024 Lil Baby appare nella traccia All My Life dell''album We Still Don't Trust You di Future e Metro Boomin. Il mese successivo è presente nel singolo Band4Band di Central Cee che ottenne molto successo. Il 21 settembre seguente, compare nel brano Canzone d'odio del nuovo album in studio del rapper italiano Lazza, intitolato Locura. Nel mese di novembre viene annunciata l'uscita di due singoli promozionali, ovvero 5AM e Insecurities, mentre il mese seguente viene pubblicato Touchdown.
Il 3 gennaio 2025 pubblica il suo quinto album in studio, intitolato WHAM, contenente la partecipazione di artisti come Young Thug, Future, GloRilla, Rylo Rodriguez, Rod Wave, Travis Scott e 21 Savage. L'album ha debuttato alla prima posizione della Billboard 200 vendendo 140.000 unità equivalenti ad album durante la sua prima settimana, superando di fatto l'album Debí tirar más fotos di Bad Bunny.

## Vita privata
Jones ha un figlio, Jason, ottenuto da una precedente relazione con una ragazza di nome Ayesha. Nel 2018 Jones ha iniziato a frequentare la modella, e sua attuale ex fidanzata, Jayda Cheaves ed il 18 febbraio 2019 è nato loro figlio Loyal.
Il 25 maggio 2021 Jones ha visitato la Casa Bianca, insieme alla famiglia di George Floyd, in occasione dell’anniversario del suo omicidio.
Il 7 luglio 2021, dopo aver partecipato alla settimana della moda di Parigi, con il cestista James Harden, Jones è stato arrestato con l'accusa di possesso di droga dalla polizia nell’8º arrondissement di Parigi. Harden fu fermato ma non arrestato ed entrambi gli uomini furono presto rilasciati.

## Glass Window Entertainment
La Glass Window Entertainment (fino al 2023 nota come 4PF) è un'etichetta discografica statunitense, fondata da Lil Baby nel 2017.

### Artisti
- Lil Baby (2017-)[69]
- Dirty Tay (2019-)
- 42 Dugg (2019-)[69]
- Rylo Rodriguez (2020-)[69]
- Noodah05 (2020-)
- Lil Kee (2020-)
- Coldheartedsavage (2020-)
- Savage Nunk (2020-)
- Chalynn Moneè (2020-)[70]

## Controversie
Durante il concerto di Lil Baby a Birmingham, in Alabama, l'8 marzo 2020, si udirono colpi di pistola al lato del palco. È emerso un video di Twitter che mostrava l'incidente, in cui due uomini arrivati sul palco sembravano cercare una via d'uscita. Quasi immediatamente dopo il loro ingresso, si sentirono gli spari. Secondo quanto riferito, un fan è stato portato in ospedale dopo la sparatoria. Secondo un ufficiale di polizia, la vittima ha riportato ferite gravi all'addome. Fino ad ora, nessun sospetto è stato arrestato.
L'8 luglio 2021, il rapper viene fermato e arrestato dalla polizia di Parigi con un gruppo di amici, tra cui il cestista James Harden. Il gruppo venne sospettato di avere nascosto 20 grammi di marijuana. Dopo una veloce perquisizione, non venne denunciato solamente il cestista americano, mentre il gruppo ed il rapper vennero arrestati.
Il 26 agosto 2024 Jones viene arrestato a Las Vegas con l'accusa di possesso di armi nascoste. Viene in seguito recluso all'interno del Clark County Detention Center e viene rilasciato poco dopo pagando una cauzione di 5.000 dollari.

## Discografia
- 2018 – Harder Than Ever
- 2020 – My Turn
- 2021 – The Voice of the Heroes (con Lil Durk)
- 2022 – It's Only Me
- 2025 – WHAM

## Riconoscimenti
- BET Awards
  - 2019 – Miglior nuovo artista[77]
  - 2019 – Candidatura al Miglior gruppo[77]
- BET Hip Hop Awards
  - 2019 – Candidatura alla Miglior collaborazione, duo o gruppo per Drip Too Hard[78]
- Grammy Awards
  - 2020 – Candiadatura alla Miglior collaborazione con un'artista rap per Drip Too Hard[79]